# Werner Magnus
Werner Magnus (* 22. Dezember 1876 in Berlin; † 3. August 1942 ebenda) war ein deutscher Botaniker.

## Familie
Werner Magnus war das jüngste Kind des Fabrikanten Rudolf Isidor Magnus (geboren am 24. Mai 1841 in Berlin; gestorben am 4. Dezember 1896 ebenda) und dessen Ehefrau Anna (* 1853), geborene Dahlheim. Er hatte zwei ältere Geschwister, Bruno Joseph Magnus (geboren am 20. April 1874 in Berlin; gestorben am 24. Juni 1897 in Kufstein, Gefürstete Grafschaft Tirol, Österreich-Ungarn) und Magda Sara Bettina Magnus (geboren am 3. Februar 1873 in Berlin; gestorben am 17. Juni 1964 in Stuttgart), später verheiratete Goldschmidt.
Sein Großvater war der Fabrikant und Vorsitzende des Gemeindevorstandes der Jüdischen Gemeinde zu Berlin, Meyer Magnus (1805–1883). Der Botaniker Paul Wilhelm Magnus war sein Onkel.
Am 30. Mai 1908 heiratete Werner Magnus in Berlin Lucie Charlotte Wiener (* 18. Januar 1885 in Berlin; † 21. Juni 1982 im Broward County, Florida, Vereinigte Staaten), die Tochter des Bankiers Richard Wiener (geboren am 26. Mai 1850 in Posen, Königreich Preußen) und dessen Ehefrau Agnes Minna (geboren am 1. Mai 1859), geborene Samson. Beide Brautleute waren evangelisch-lutherisch. Als Trauzeugen fungierten der Vater der Braut und die Mutter des Bräutigams.
Aus der Ehe gingen drei Kinder hervor, Winfried Richard Magnus (* 11. Juli 1909 in Berlin; † 1. Mai 2003 in Lake Bluff, Lake County, Illinois, USA), Wolfgang Werner Magnus (* 28. Mai 1911 in Berlin) und Wilgard Agnes Charlotte Magnus (* 31. Mai 1916 in Berlin; † 18. Mai 1983 im Broward County, Florida, USA).

## Biografie
Nach seiner Schulzeit in Meran studierte Werner Magnus Botanik, promovierte zum Doctor philosophiae (Dr. phil.) und habilitierte sich 1903 an der Königlichen Landwirthschaftlichen Hochschule zu Berlin. Ab 1906 lehrte er auch als Privatdozent an der Friedrich-Wilhelms-Universität zu Berlin.
Am 13. Dezember 1913 wurde Werner Magnus unter der Präsidentschaft des Mathematikers Albert Wangerin in der Fachsektion Botanik unter der Matrikel-Nr. 3358 als Mitglied in die Kaiserliche Leopoldinisch-Carolinische Deutsche Akademie der Naturforscher aufgenommen. 1914 gehörte er neben Kollegen der Philosophischen Fakultät zu den Unterzeichnern der Erklärung der Hochschullehrer des Deutschen Reiches.
1918 gehörte Magnus kurzzeitig der nationalliberalen Deutschen Volkspartei an.
1921 wurde er zum nichtbeamteten außerordentlichen Professor der Botanik an der Landwirtschaftlichen Hochschule Berlin und der Friedrich-Wilhelms-Universität zu Berlin ernannt.
Die Familie Magnus verbrachte ihren Urlaub häufig in Oberhof im Thüringer Wald und ließ sich in den Jahren 1923/24 unmittelbar am Rande des Golfplatzes des Herzoglichen Golfclubs Oberhof ein Sommerhaus erbauen. Seine Ehefrau Frau Lucie Charlotte, geborene Wiener, soll damals zu den besten Golferinnen Deutschlands gehört haben (bislang unbelegt).

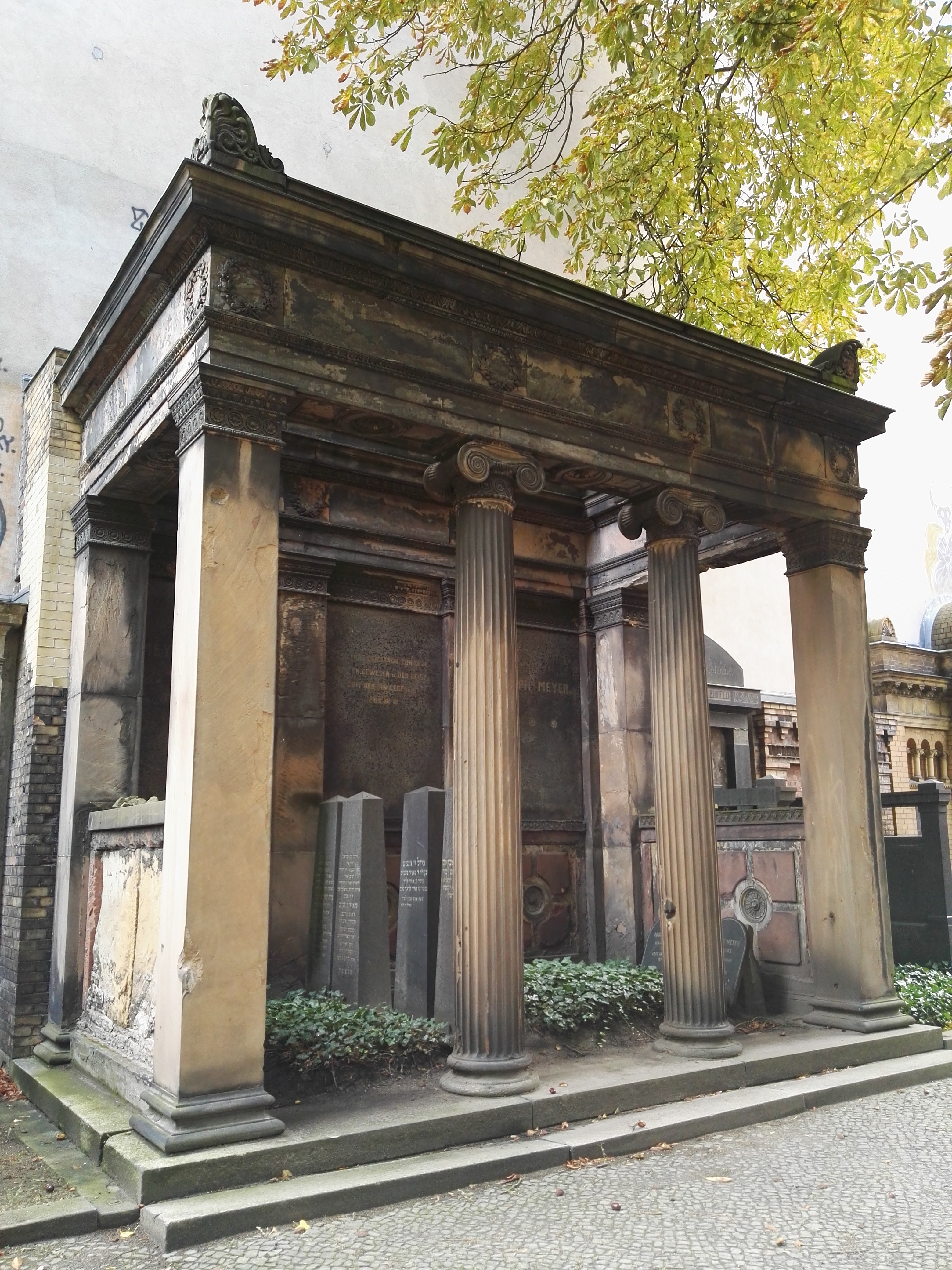
Familiengrabstätte Magnus, Jüdischer Friedhof Schönhauser Allee in Berlin

Ab 12. August 1932 ermöglichte Magnus seiner Tochter Wilgard Agnes Charlotte (* 31. Mai 1916 in Berlin), die zuvor Schülerin der Höheren Waldschule Charlottenburg, einer Freiluftschule, gewesen war, den Besuch der Untersekunda (UII, Jahrgangsstufe 10) des von Martin Luserke geleiteten reformpädagogischen Landerziehungsheims Schule am Meer auf der ostfriesischen Insel Juist, von dem sie jedoch nach der Machtabtretung an die Nationalsozialisten vorzeitig am 6. April 1933 ohne Abschluss abging, vermutlich im Kontext des Entzugs der Lehrbefugnis ihres Vaters als so klassifiziertem „Volljuden“.
Nach dem Novemberpogrom von 1938 wurde unter der Präsidentschaft des Schweizer Physiologen Emil Abderhalden seine Mitgliedschaft in der Deutschen Akademie der Naturforscher Leopoldina aufgrund seiner jüdischen Herkunft gelöscht.
Im September 1939 wurde „dem Juden Magnus“ der Aufenthalt in Oberhof durch Oberhofs Bürgermeister (zugleich Ortsgruppenleiter der NSDAP) untersagt.
Werner Magnus war zeitlebens mit dem Baumschulenbesitzer Hellmut Späth befreundet, der 1945 im KZ Sachsenhausen ermordet wurde.
Als man ihn zur Deportation abholen wollte, beging Werner Magnus am 3. August 1942 Suizid.
Werner Magnus wurde seinem Wunsch entsprechend in der Familiengrabstätte auf dem Jüdischen Friedhof Schönhauser Allee bestattet. An seiner Beisetzung nahmen lediglich drei Personen teil.

## Schriften
- Studien an der endotrophen Mycorrhiza von Neottia nidus avis L. Inaugural-Dissertation, Universität Bonn, Borntraeger, Leipzig 1900
- Über die Formbildung der Hutpilze. Friedländer, Berlin 1906 (Digitalisat)
- mit Hans Friedenthal: Ein experimenteller Nachweis natürlicher Verwandtschaft bei Pflanzen. In: Berichte der Deutschen Botanischen Gesellschaft, 24, 1906, S. 601–607 (Digitalisat)
- Die atypische Embryonalentwicklung der Podostemaceen. In: Flora oder Allgemeine Botanische Zeitung, 105, 3, 1913, S. 275–336 (Digitalisat)
- Die Entstehung der Pflanzengallen verursacht durch Hymenopteren. Fischer, Jena 1914

## Gedenktafel
An der Berliner Adresse des ehemaligen Wohnhauses von Werner Magnus, Am Karlsbad 4a, wurde eine Gedenktafel angebracht, die auf seinen Suizid wegen der bevorstehenden Deportation verweist.